# Sphyracus gryphus
Sphyracus gryphus är en skalbaggsart som beskrevs av Sylvain Auguste de Marseul 1861. Sphyracus gryphus ingår i släktet Sphyracus och familjen stumpbaggar. Inga underarter finns listade i Catalogue of Life.